# Pseudoscopelus scriptus
Pseudoscopelus scriptus is een straalvinnige vissensoort uit de familie van de chiasmodontiden (Chiasmodontidae). De wetenschappelijke naam van de soort werd in 1892 gepubliceerd door Christian Frederik Lütken.